# Конармейский
Конарме́йский — посёлок в Пролетарском районе Ростовской области.
Входит в состав Пролетарского городского поселения.

## Население
| 2010 |
| ---- |
| 148  |

## Улицы
- ул. Конармейская,
- ул. Октябрьская,
- ул. Садовая,
- ул. Точка Коммунар,
- ул. Шалеева.